# Phyllodytes acuminatus
Phyllodytes acuminatus är en groddjursart som beskrevs av Werner C.A. Bokermann 1966. Phyllodytes acuminatus ingår i släktet Phyllodytes och familjen lövgrodor. IUCN kategoriserar arten globalt som livskraftig. Inga underarter finns listade i Catalogue of Life.